# Lijst van rijksmonumenten in Noorbeek
De plaats Noorbeek telt 32 inschrijvingen in het rijksmonumentenregister. Hieronder een overzicht.
| Object | Oorspronkelijke functie?  | Bouwjaar                  | Architect | Locatie                                                    | Coördinaten?                  | Nr.?  | Afbeelding                                            |
| --- | ------------------------- | ------------------------- | --------- | ---------------------------------------------------------- | ----------------------------- | ----- | ----------------------------------------------------- |
| Klooster Hoog Cruts, voormalige Sepulchrijnenklooster | Klooster, kloosteronderdl | 1785                      |           | Hoogcruts 47                                               | 50° 46' 28" NB, 5° 50' 34" OL | 34731 | Klooster Hoog Cruts, voormalige Sepulchrijnenklooster |
| Hoeve van baksteen, welke grotendeels een binnenplaats omsluit | Boerderij                 | 18e-19e eeuw              |           | Hoogcruts 9                                                | 50° 46' 29" NB, 5° 50' 31" OL | 34732 | Meer afbeeldingen                                     |
| Voormalig raadhuis | Bestuursgebouw en onderdl | eerst helft 19e eeuw      |           | Dorpstraat 4                                               | 50° 48' 14" NB, 5° 45' 37" OL | 34778 | Meer afbeeldingen                                     |
| Bakstenen herenhuis met verdieping | Woonhuis                  | laatste helft 18e eeuw    |           | Dorpstraat 11                                              | 50° 48' 18" NB, 5° 45' 42" OL | 34779 | Meer afbeeldingen                                     |
| Hoeve met binnenplaats van vakwerk. Bakstenen puntgevel met beeldnisje | Boerderij                 | 18e eeuw                  |           | Dorpstraat 29                                              | 50° 48' 23" NB, 5° 45' 48" OL | 34780 | Meer afbeeldingen                                     |
| Martelehofke. Twee evenwijdige vakwerkvleugels | Boerderij                 | 18e eeuw                  |           | Martelehofke 1                                             | 50° 46' 9" NB, 5° 48' 26" OL  | 34781 | Meer afbeeldingen                                     |
| Vakwerkhoeve met binnenplaats | Boerderij                 | eerste helft 19e eeuw     |           | Kempestraat 2                                              | 50° 46' 8" NB, 5° 48' 27" OL  | 34782 | Meer afbeeldingen                                     |
| Grote haakvormige hoeve van vakwerk | Boerderij                 | eerste helft 19e eeuw     |           | Kempestraat 6                                              | 50° 46' 7" NB, 5° 48' 27" OL  | 34783 | Meer afbeeldingen                                     |
| Bakstenen herenhuis met verdieping en zadeldak. Gevel van vijf traveeën met ingang en vensters in Naamse steen | Woonhuis                  | 1834                      |           | Klompestraat 2                                             | 50° 46' 9" NB, 5° 48' 31" OL  | 34784 | Meer afbeeldingen                                     |
| Hoeve met binnenplaats van baksteen en vakwerk | Boerderij                 | 18e eeuw                  |           | Klompestraat 3                                             | 50° 46' 9" NB, 5° 48' 32" OL  | 34785 | Meer afbeeldingen                                     |
| Hoeve Dobbelstein met binnenplaats van baksteen | Boerderij                 | eerste helft 18e eeuw     |           | Klompestraat 7                                             | 50° 46' 9" NB, 5° 48' 32" OL  | 34786 | Meer afbeeldingen                                     |
| Pastorie, van baksteen met verdieping en wolfdak | Kerkelijke dienstwoning   | eerst kwart 19e eeuw      |           | Klompestraat 9                                             | 50° 46' 8" NB, 5° 48' 33" OL  | 34787 | Meer afbeeldingen                                     |
| Hoeve met binnenplaats, van baksteen | Boerderij                 | 18e-eerste helft 19e eeuw |           | Onderstraat 10                                             | 50° 46' 6" NB, 5° 48' 33" OL  | 34788 | Meer afbeeldingen                                     |
| Hoeve met binnenplaats, grotendeels van baksteen. | Boerderij                 | 18e-19e eeuw              |           | Onderstraat 12                                             | 50° 46' 6" NB, 5° 48' 34" OL  | 34789 | Meer afbeeldingen                                     |
| Bakstenen herenhuis met verdieping en schilddak (met moderne dakkapel) | Woonhuis                  | laatste kwart 18e eeuw    |           | Pley 1                                                     | 50° 46' 7" NB, 5° 48' 34" OL  | 34790 | Meer afbeeldingen                                     |
| Bakstenen herenhuis met verdieping en zadeldak | Boerderij                 | 1785 (ankers)             |           | Pley 2                                                     | 50° 46' 8" NB, 5° 48' 35" OL  | 34791 | Meer afbeeldingen                                     |
| Hoeve met binnenplaats, van baksteen | Boerderij                 | eerste helft 19e eeuw     |           | Pley 3                                                     | 50° 46' 7" NB, 5° 48' 37" OL  | 34792 | Meer afbeeldingen                                     |
| Bakstenen herenhuis met verdieping en zadeldak. Gepleisterde voorgevel van vijf traveeën | Woonhuis                  | 19e eeuw                  |           | Pley 5                                                     | 50° 46' 7" NB, 5° 48' 36" OL  | 34793 | Meer afbeeldingen                                     |
| Sint-Brigidakerk | Kerk en kerkonderdeel     | 13e-15e eeuw              |           | Pley 8                                                     | 50° 46' 7" NB, 5° 48' 33" OL  | 34794 | Meer afbeeldingen                                     |
| Brigidakapel | Kerk en kerkonderdeel     | 1772 (ingebruikname)      |           | Pley 9                                                     | 50° 46' 7" NB, 5° 48' 34" OL  | 34795 | Meer afbeeldingen                                     |
| Vakwerkhuis met geschoord dakoverstek | Woonhuis                  | 19e eeuw                  |           | Vroelenstraat 5                                            | 50° 46' 9" NB, 5° 48' 50" OL  | 34796 | Meer afbeeldingen                                     |
| Vakwerkhuis, wit geverfd, onder een dak met nr 87 | Boerderij                 | 18e eeuw                  |           | Vroelenstraat 6                                            | 50° 46' 8" NB, 5° 48' 49" OL  | 34797 | Meer afbeeldingen                                     |
| Vakwerkhuis, witgeverfd, onder een dak met nr 89 | Woonhuis                  | 18e eeuw                  |           | Vroelenstraat 4                                            | 50° 46' 9" NB, 5° 48' 49" OL  | 34798 | Meer afbeeldingen                                     |
| Vakwerkhoeve in haakvorm | Boerderij                 | 18e eeuw                  |           | Vroelenstraat 11                                           | 50° 46' 7" NB, 5° 48' 55" OL  | 34799 | Meer afbeeldingen                                     |
| Vakwerk hoeve met binnenplaats op U-vormige plattegrond, onder zadeldaken gedekt met pannen | Boerderij                 | 18e eeuw                  |           | Vroelenstraat 14                                           | 50° 46' 7" NB, 5° 48' 52" OL  | 34800 | Meer afbeeldingen                                     |
| Vakwerkhuis | Woonhuis                  | 19e eeuw                  |           | Wesch 1                                                    | 50° 46' 16" NB, 5° 48' 25" OL | 34801 | Meer afbeeldingen                                     |
| T-vormige vakwerkhoeve | Boerderij                 | 19e eeuw                  |           | Wesch 3                                                    | 50° 46' 16" NB, 5° 48' 26" OL | 34802 | Meer afbeeldingen                                     |
| Vakwerkhuis; zolderverdieping gedeeltelijk op schoren | Boerderij                 | 19e eeuw                  |           | Wesch 4                                                    | 50° 46' 16" NB, 5° 48' 24" OL | 34803 | Meer afbeeldingen                                     |
| Vakwerkhuisje | Woonhuis                  | 19e eeuw                  |           | Wesch 7                                                    | 50° 46' 17" NB, 5° 48' 29" OL | 34804 | Meer afbeeldingen                                     |
| Wasplaats aan de Noorbeek direct na de Sint-Brigidabron in de vorm van een gemetselde kade, vanwaar een door twee bolvormige ornamenten geflankeerd trapje omlaag voert. Voorts een bakstenen pijler met natuurstenen bekroning | Straatmeubilair           | 18e eeuw                  |           | Wasplaats aan de Noorbeek direct naast de Sint-Brigidabron | 50° 46' 16" NB, 5° 48' 28" OL | 34805 | Meer afbeeldingen                                     |
| Wegkruis, bevestigd aan een oude boom | Gedenkteken               | 17e eeuw                  |           | Schey tegenover 3                                          | 50° 46' 20" NB, 5° 49' 25" OL | 34809 | Meer afbeeldingen                                     |